# Isopachys anguinoides
Isopachys anguinoides — вид сцинкоподібних ящірок родини сцинкових (Scincidae). Ендемік Таїланду.

## Поширення і екологія
Isopachys anguinoides мешкають на перешийку Кра на півночі Малайського півострова, на території провінцій Сураттхані, Прачуапкхірікхан, Пхетчабурі і Чумпхон. Вони живуть у вологих рівнинних тропічних лісах і в прибережних рідколіссях, серед ґрунту. Ведуть риючий спосіб життя, відкладають яйця.